# Анонимные романтики (фильм)
«Анонимные романтики» (фр. Les émotifs anonymes) — французский кинофильм, романтическая комедия режиссёра Жана-Пьера Амери, вышедшая на экраны в 2010 году.

## Сюжет
Анжелика очень застенчива. Застенчива настолько, что от робости и смущения способна потерять сознание даже на сеансе групповой психотерапии, когда наступает её очередь что-то сказать о себе таким же пациентам.
Жан-Рене — зрелый, состоявшийся мужчина, владелец шоколадной фабрики, которая, правда, стоит на грани банкротства. Жан-Рене тоже очень застенчив. Настолько застенчив, что несложное задание, данное ему его психотерапевтом — просто пригласить кого-нибудь на ужин, представляется ему почти невыполнимым, тяжелейшим испытанием, подвигом.
Анжелика, высококвалифицированный специалист, пытается поступить на работу на шоколадную фабрику и, ввязавшись в обсуждение узкоспециальных вопросов, неожиданно поражает Жана-Рене тончайшим пониманием сути шоколадного дела. Для них обоих шоколад оказывается едва ли не единственной темой, при обсуждении которой их застенчивость волшебным образом отступает…

## В ролях
| Актёр            | Роль                  |
| ---------------- | --------------------- |
| Бенуа Пульворд   | Жан-Рене Ван Ден Югде |
| Изабель Карре    | Анжелика Деланж       |
| Лорелла Кравотта | Магда                 |
| Лиза Ламетри     | Сюзанн                |
| Сванн Арло       | Антуан                |
| Пьер Нине        | Людо                  |
| Стефан Войтович  | психолог              |
| Жак Буде         | Реми                  |
| Алис Поль        | Адель                 |
| Грегуар Людиг    | Жюльен                |
| Филипп Лоденбак  | председатель жюри     |

## Награды и номинации
Кинофестиваль в Кабуре-2011
- «Золотой Сван» лучшей актрисе — Изабель Карре (награда)

Премия «Сезар»-2011
- Лучшая актриса — Изабель Карре (номинация)

Премия «Магритт» (Бельгия)-2012
- Лучший иностранный фильм совместного производства — Жан-Пьер Амери (награда)
- Лучший оригинальный или адаптированный сценарий — Филипп Бласбан (номинация)
- Лучший актёр — Бенуа Пульворд (номинация)